# Marie François Sadi Carnot

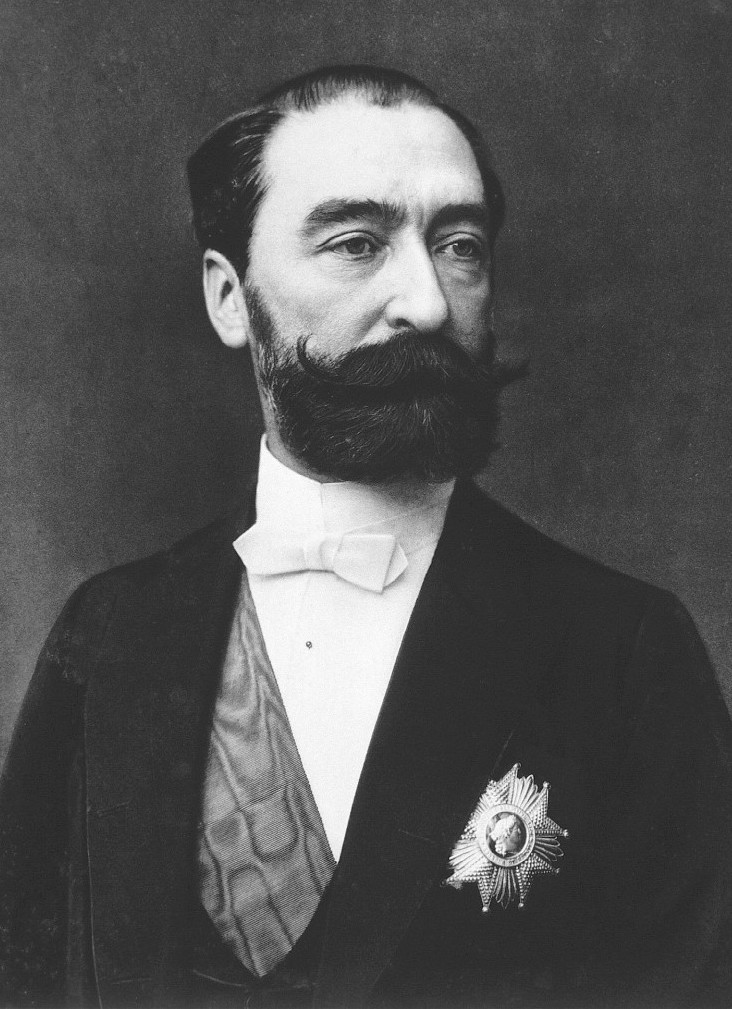
Marie François Sadi Carnot, President van Frankrijk

Marie François Sadi Carnot (Limoges, 11 augustus 1837 – Lyon, 25 juni 1894) was de vierde president van de Derde Franse Republiek van 1887 tot zijn dood.
Carnot was de zoon van de politicus Hippolyte Carnot en een kleinzoon van Lazare Carnot. Hij werd Sadi genoemd naar zijn oom, de wiskundige Sadi Carnot. Carnot volgde de École Polytechnique die hij in 1863 beëindigde als majoor. Vervolgens werd hij benoemd tot hoofdingenieur van het departement Haute-Savoie. In 1871 werd hij volksvertegenwoordiger voor het departement Côte-d'Or en daarna prefect van Seine-Inférieure. Daarna volgden enkele ministerposten, zoals Financiën in 1885.
Toen president Jules Grévy in december 1887 wegens de Wilsonschandalen gedwongen was ontslag te nemen, was Carnots reputatie van integriteit de aanleiding om zich beschikbaar te stellen voor het presidentschap. Hij werd met 616 van de 827 stemmen gekozen. Carnot werd president in een kritieke periode, toen de republiek werd aangevallen door generaal Boulanger, die hij in 1889 verdreef. Het presidentschap van Carnot was populair, met name tijdens de wereldtentoonstelling van 1889 in Parijs. Het Panamaschandaal berokkende in 1892 veel schade aan de Republiek, maar voor Carnot werd het respect alleen maar groter. Hij overleed op 56-jarige leeftijd als gevolg van een dolksteek door de Italiaanse anarchist Sante Geronimo Caserio. Meteen na zijn dood werd hij in het Panthéon bijgezet, nabij zijn grootvader Lazare Carnot.
Lodewijk Napoleon Bonaparte · Louis Jules Trochu · Adolphe Thiers · Patrice de Mac Mahon · Jules Grévy · Marie François Sadi Carnot · Jean Casimir-Perier · Félix Faure · Émile Loubet · Armand Fallières · Raymond Poincaré · Paul Deschanel · Alexandre Millerand · Gaston Doumergue · Paul Doumer · Albert Lebrun · Vincent Auriol · René Coty · Charles de Gaulle · Georges Pompidou · Valéry Giscard d'Estaing · François Mitterrand · Jacques Chirac · Nicolas Sarkozy · François Hollande · Emmanuel Macron
- Bibliothèque nationale de France: cb12466621f (data)
- Gemeinsame Normdatei: 119221225
- International Standard Name Identifier: 0000 0000 8357 3883
- Library of Congress Control Number: n91065548
- Base Léonore: C/0/6
- Nationale Bibliotheek van Israël: 987007259570305171
- Nationale Bibliotheek van Polen: a0000001187550
- Nederlandse Thesaurus van Auteursnamen: 145001016
- Istituto Centrale per il Catalogo Unico: UTOV536342
- SNAC: w6571jmv
- Système universitaire de documentation: 033547343
- Virtual International Authority File: 1743147270637235700001